# إندونيسيا ما قبل التاريخ

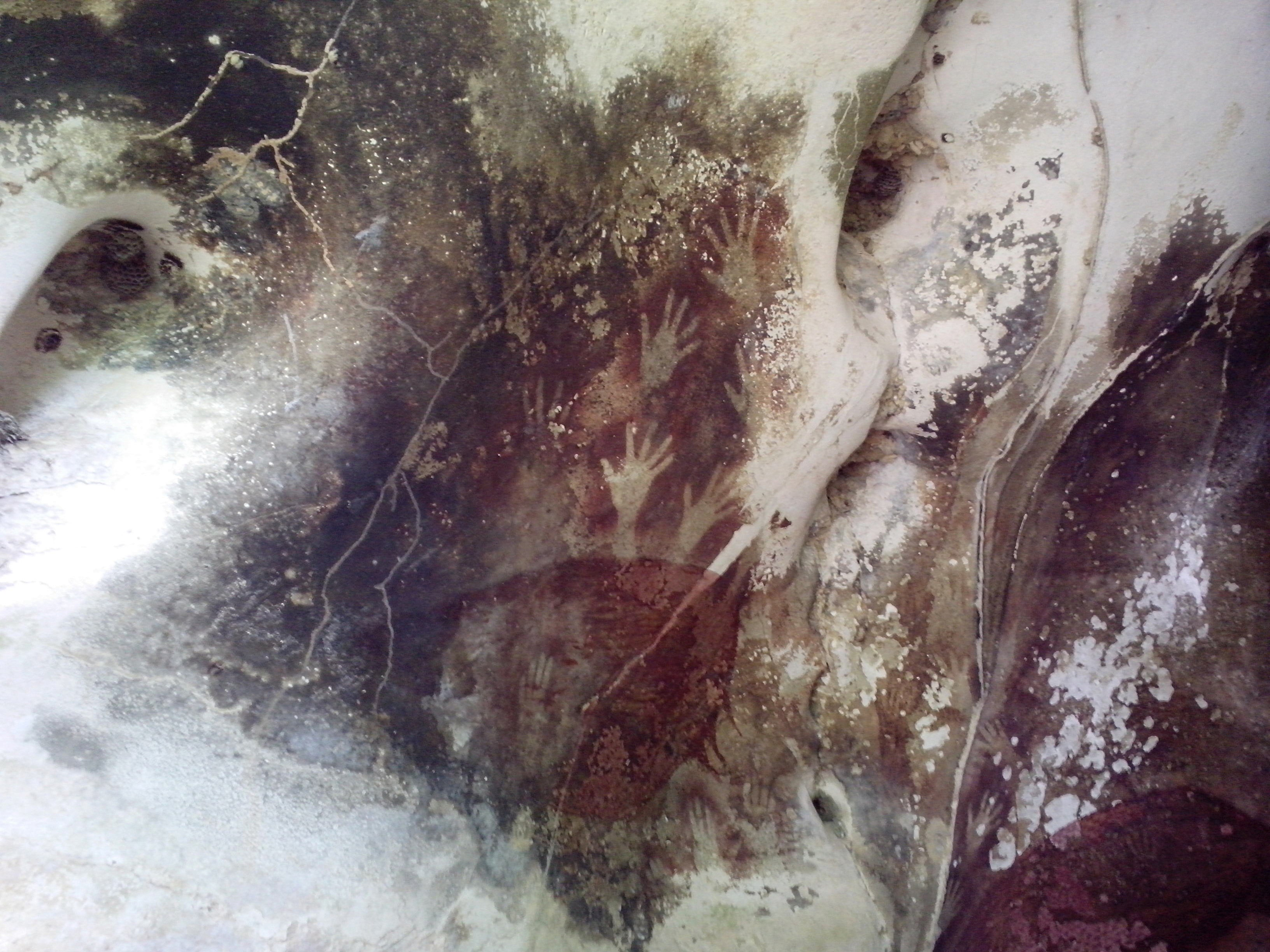
أقدم فن صخري في كهف بيتاكيري: دليل على الحضارات الأولى في إندونيسيا

إندونيسيا ما قبل التاريخ هي فترة ما قبل التاريخ في أرخبيل إندونيسيا الممتدة منذ العصر البليستوسيني (العصر الحديث الأقرب) إلى حوالي القرن الرابع قبل الميلاد عندما خرج شعب كوتاي بأول نقش حجري معروف في إندونيسيا. خلافًا للتمايز الواضح بين الحقبات قبل التاريخية والحقبات التاريخية في أوروبا والشرق الأوسط، فإن الحد الفاصل بينهما غير واضح في إندونيسيا. يرجع ذلك في المقام الأول إلى الظروف الجغرافية لإندونيسيا بكونها أرخبيلًا واسع الانتشار، متسببًا بعزل بعض أجزائها -خاصة تلك الجزر البعيدة- عن بقية العالم. مثلًا، بدأت جاوة الغربية وبورنيو الشرقية الساحلية حقبها التاريخية في أوائل القرن الرابع، إلا أن ثقافة الآثار الصخرية أزهرت ولم تعرف الكتابة في بقية أنحاء إندونيسيا مثل نياس، وباتاك، وتوراجا. عاش البابواويون في الجزء الإندونيسي من جزيرة غينيا الجديدة فعليًا في العصر الحجري حتى احتكاكهم الأول بالعالم الحديث في أوائل القرن العشرين. حتى اليوم، لا تزال تقاليد الآثار الحجرية توجد جزيرتي سومبا ونياس.

## جيولوجيا
جيولوجيًا، ظهرت منطقة إندونيسيا الحديثة من تحت بحار جنوب شرق آسيا نتيجة اصطدام الصفائح الهندية والأسترالية وانزلاقها تحت صفيحة سوندا في وقت ما من بداية حقبة الحياة الحديثة نحو 63 مليون سنة مضت. أدى ذلك التصادم التكتوني إلى تشكيل قوس سوندا البركاني الذي نتجت عنه سلسلة جزر سومطرة وجاوة وجزر سوندا الصغرى. شكل القوس البركاني النشط بركانًا هائل يعرف اليوم ببحيرة توبا في سومطرة. دفع الانفجار الهائل لبركان توبا الهائل الذي حدث في وقت ما بين 69 ألف إلى 77 ألف عامًا مضت (72 ألف قبل الميلاد) إلى طرح نظرية كارثة توبا، التي كانت شتاءًا بركانيًا عالميًا تسبب بأزمة في التطور البشري. من البراكين البارزة الأخرى في قوس سوندا جبل تامبور (الذي ثار سنة 1815) وكراكاتو (الذي ثار سنة 1883). تعرف المنطقة بعدم استقرارها بسبب التشكيلات البركانية وغيرها من الأنشطة البركانية والتكتونية فضلا عن التغيرات المناخية؛ أدى ذلك إلى غرق الأراضي المنخفضة في بعض الأحيان تحت البحار قليلة العمق، وتكوين الجزر، وارتباط الجزر وفصلها عبر جسور برية ضيقة، إلخ.
بلغ الأرخبيل الإندونيسي شكله الحالي تقريبًا في فترة العصر البلستوسيني. بقيت سندالاند لفترة من الوقت متصلة بالبر الرئيسي الآسيوي، الأمر الذي شكل امتدادًا لليابسة جنوب شرق آسيا الذي مكن من هجرات بعض الحيوانات الآسيوية والفصائل البشرية.
جيولوجيًا، تعتبر جزيرة غينيا الجديدة وبحار آرافورا الضحلة الجزء الشمالي من صفيحة أستراليا التكتونية، والتي كانت فيما مضى تتصل مشكلة جسرًا بريًا يعرف باسم ساهولاند. خلال نهاية العصر الجليدي الأخير (قبل نحو 20 ألف إلى 10 آلاف عام)، شهدت الأرض تغيرًا مناخيًا عالميًا؛ تسبب الاحتباس الحراري المترافق بارتفاع متوسط درجات الحرارة ذوبان القمم الجليدية القطبية، مساهمًا بارتفاع سطح البحر. غُمرت سندالاند تحت مياه البحر قليلة العمق، مشكلة مضيق ملقا، وبحر الصين الجنوبي، ومضيق كاريماتا، وبحر جاوة. خلال تلك الفترة، تشكلت شبه جزيرة ملايو، وسومطرة، وجاوة، وبورنيو والجزر المحيطة بهم. في الشرق، انفصلت جزر غينيا الجديدة وجزر آرو عن البر الرئيسي الأسترالي. أدى ارتفاع سطح البحر إلى خلق مناطق معزولة فصلت بين النباتات والحيوانات والأنواع البشرية، مما شكل مزيدًا من التطور وتمايز المواصفات.

## التسلسل الزمني

### العصر الحجري القديم
عرف عن الإنسان المنتصب استخدامه أدوات حجرية جلفة وأدوات صدفية اكتشفت في سانغيران ونياندونغ. وثقت عمليات تحليل علامات الخدوش لأحافير الثدييات من العصر الحجري القديم 18 علامةً خلفتها أدوات مصنوعة من الصدف الغليظ على عظمتين بقريتين خلال عملية الذبح في فترة «تشكل بوكانيان» في سانغيران بين 1.6 و1.5 مليون سنة مضت. توثق علامات الخدش تلك الدليل الأول في سانغيران والأقدم من نوعه في العالم على استخدام أداة صدفية.

### العصر الحجري الحديث
طورت الشعوب الأسترونيزية في الأرخبيل الإندونيسي الأدوات الحجرية المشذبة لحضارة العصر الحجري الحديث، مثل الفؤوس الحجرية والمعول الحجري. خلال فترة العصر الحجري الحديث، ازدهرت في الأرخبيل نفسه هياكل حجرية كبيرة تعود لثقافة الكتابة الحجرية.

#### الثقافة الحجرية
يعرف الأرخبيل الإندونيسي باستضافته الثقافة الحجرية الأسترونيزية سواء في الحاضر أو الماضي. عثر على العديد من المواقع والمنشآت الحجرية في أنحاء إندونيسيا. عثر على صخور المنتصبة، وقبور القديمة، وألواح حجرية، وتماثيل حجرية قديمة وهيكل هرم متدرج يدعى «بوندن بيرونداك» في مواقع مختلفة في جاوة وسومطرة وسولاويسي وجزر سوندا الصغرى.
يمكن العثور على هياكل هرم بوندن ومنهير في باغويانغان سيسولك وغونونغ بادانغ في جاوة الغربية. كشف موقع سيباري الحجري في جاوة الغربية عمودًا حجريًا، ومساطب، وتوابيت حجرية. يعتقد أن هيكل الهرم المدرج بندن هو التصميم والأسبق لهيكل المعابد الهندوسية البوذية في جاوة بعد اعتناق السكان الأصليين للهندوسية والبوذية. يتشارك معبد بوروبودور من القرن الثامن، وكاندي شوكوه من القرن الخامس عشر، بنية الهرم المدرج.
تضم حديقة لور ليندو الوطنية في سولاويسي الوسطى آثارًا حجرية مثل تماثيل حجرية للأسلاف. تقع معظمها في وديان بادا وبيسوا ونابو.
يمكن إيجاد الثقافة الحجرية الممارسة في نياس، وهي جزيرة معزولة قبالة الساحل الغربي لسومطرة الشمالية، ولدى شعب الباتاك في الجزء الداخلي من سومطرة الشمالية، وفي جزيرة سومبا في شرق نوسا تنغارا، وأيضًا شعب توراجا من داخل سولاويسى الجنوبية. بقيت تلك الثقافات الحجرية محفوظة ومعزولة وغير ملموسة إلى حد كبير في أواخر القرن التاسع عشر.

### العصر البرونزي
انتشرت ثقافة دونج سون في إندونيسيا حاملة معها تقنيات تذويب البرونز، وزراعة الارز في الحقول الرطبة، وشعائر التضحية بالجواميس، والممارسات الحجرية، وأساليب حياكة الإيكات. لا تزال بعض تلك الممارسات قائمة في مناطق مثل باتاك في سومطرة، وتوراجا في سولاويزي، وعدة جزر في نوسا تنغارا. من القطع الأثرية المكتشفة التي تعود لتلك الفترة طبول نكارا البرونزية التي اكتشفت في الأرخبيل الإندونيسي، بالإضافة إلى الفأس البرونزية.

#### النظام العقائدي
كان الإندونيسيون الأوائل من الوثنيين الذين كرموا أرواح الطبيعة فضلًا عن أرواح الموتى من الأسلاف، إذ اعتقدو أن أرواحهم أو قوة حياتهم لا تزال بإمكانها مساعدة الأحياء. لا يزال تقديس أرواح الأسلاف منتشرًا بين الأعراق الإندونيسية الأصلية؛ مثل شعب نياس، وباتاك، وداياك، وتوراجا، وبابوان. يتجلى ذلك التقديس من خلال مهرجانات الحصاد التي التي غالبًا ما تستحضر الأرواح الطبيعية والآلهة الزراعية، طقوس الدفن المتقنة ومواكب الشيوخ المتوفين لتحضيرهم وإرسالهم إلى عالم الأسلاف. تعرف روح الأسلاف مما قبل التاريخ التي تمتلك قدرات خارقة للطبيعة باسم «هيانغ» في جاوة وبالي، ولا تزال موضع تقديس في الهندوسية البالية.

#### سبل الحياة
تراوحت سبيل العيش في إندونيسيا ما قبل التاريخ بين النمط البسيط من الصيد وجمع الثمار في الغابة مزودين بأدوات حجرية، إلى مجتمع زراعي متوسع يزرع الحبوب ويستأنس الحيوانات ويمارس صناعة الفخار وغزل النسيج.
سمحت الظروف الزراعية المثالية، وإتقان زراعة الأرز بالحقول الرطبة في القرن الثامن قبل الميلاد للقرى والبلدات والممالك الصغيرة بالازدهار بحلول القرن الأول الميلادي. طورت تلك الممالك (التي كانت أكبر قليلًا من مجرد مجموعات من القرى التابعة لزعماء القبائل) دياناتها العرقية والقبلية الخاصة. وفردت درجات الحرارة العالية والمتوسطة في جاوة، والأمطار الغزيرة والتربة البركانية بيئة مثالية لزراعة الأرز بالحقول الرطبة. تطلبت تلك الزراعة مجتمعًا جيد التنظيم، على النقيض من الأرز المزروع في أرض جافة، والذي كان شكلًا أبسط من الزراعة التي لا تتطلب بنية اجتماعية متطورة لدعمه.